# Дацюк Сергій Аркадійович
Дацю́к Сергі́й Арка́дійович (нар. 8 листопада 1965, Донецьк) — український філософ, автор численних філософських статей та есе, інтернет-книг. Есе пише українською та російською мовами, філософські книжки — російською.

## Біографія
Народився 8 листопада 1965 року в Донецьку. Батько — Аркадій Данилович Дацюк — будівельник, мати — Антоніна Сергіївна Дацюк — службовиця. 
1991 закінчив філософський факультет Київського університету ім. Т. Шевченка з відзнакою
У 1993—1994 разом з однокурсниками створив аналітичний відділ у банку «Інко», почав роботу над «Теорією віртуальності».
1994—1995 — написав курс лекцій «Загальна аналітика», ряд наукових статей.
1996—1998 — експерт-аналітик Народно-демократичної партії, експерт по контенту Інтернет, реалізує ряд Інтернет-проектів (1997 — «Культурні провокації», редактор першого українського мережевого журналу «XYZ» і ін.).
1998—2000 — як експерт-консультант «Агентства гуманітарних технологій» брав участь у комерційному консультуванні найбільших партій і провідних політиків України.
1999 рік — один з авторів і редактор аналітичної доповіді «Сучасні фабрики мислі».
З квітня 2000 року працює на ринку комерційного консалтингу самостійно.
2000 рік — автор і організатор дослідження «Сучасне новинне виробництво».
2001—2002 — консультація, створення і публікації в Інтернет-проекті «Телекритика».
З 2002 до цього часу разом з партнером Костянтином Матвієнком працює у власній корпорації стратегічного консалтингу «Гардарика», що займається стратегуванням інфраструктурних корпорацій, розробкою стратегічних документів для міст та держави.
У період 2005—2007 років працює над «Теорія віртуальності», яку 2008-го видає у форматі інтернет-книги. У вигляді інтернет-книг виходять й наступні роботи: «Онтологізації» (2009), «Горизонти конструктивізму» (2010), «Теорії перспективи» (2011), «Складний новий світ» (2012). Друком вийшла у видавництві незалежного культурологічного часопису «Ї» (м. «Львів») робота «Інтелектуальна політика» (2010) та «Момент философии» (2013).
Працює над книгами, читає платні лекції та доповіді, бере участь у семінарах та конференціях. Веде блоги на сайтах «Хвиля», «Українська правда», «UAInfo».
Експерт Студреспубліки з 2010 року [джерело?].

## Книжки Сергія Дацюка
- 2008 — «Теорія віртуальності»[2] [Архівовано 19 червня 2013 у Wayback Machine.]
- 2009 — «Онтологізації»[3][Архівовано 19 червня 2013 у Wayback Machine.]
- 2010 — «Горизонти конструктивізму»[4] [Архівовано 19 червня 2013 у Wayback Machine.]
- 2010 — «Інтелектуальна політика»[5][Архівовано 4 березня 2016 у Wayback Machine.]
- 2011 — «Теорії перспективи» [6] [Архівовано 19 червня 2013 у Wayback Machine.]
- 2012 — «Складний новий світ»[7] [Архівовано 19 червня 2013 у Wayback Machine.]
- 2013 — «Момент философии»[8][Архівовано 1 березня 2014 у Wayback Machine.]